# Cucullia faucicola
Cucullia faucicola är en fjärilsart som beskrevs av Edward P. Wiltshire 1943. Cucullia faucicola ingår i släktet Cucullia och familjen nattflyn. Inga underarter finns listade i Catalogue of Life.